# 盛岡地方裁判所
盛岡地方裁判所（もりおかちほうさいばんしょ）は、岩手県盛岡市にある日本の地方裁判所の一つで、岩手県を管轄している。略称は、盛岡地裁（もりおかちさい）。花巻・二戸・遠野・宮古・一関・水沢に支部を置いている。
盛岡地方裁判所には盛岡市に置かれている本庁のほか、花巻市、二戸市、遠野市、宮古市、一関市、水沢（奥州市）の6市に支部を設置しているほか、前述の7箇所にくわえ久慈市、釜石市、大船渡市の3箇所を加えた10箇所に簡易裁判所を設置している。また盛岡、二戸、一関の3つの検察審査会も設置されている。

## 所在地
- 本庁：岩手県盛岡市内丸9-1　北緯39度42分14.7秒 東経141度9分4.2秒 / 北緯39.704083度 東経141.151167度
東北新幹線, 秋田新幹線, 東日本旅客鉄道（JR東日本）東北線, 田沢湖線, 山田線, IGRいわて銀河鉄道いわて銀河鉄道線盛岡駅から徒歩30分
駅から岩手県交通バスの盛岡バスセンター方面行き乗車10分，中央通り1丁目停留所下車徒歩1分
- 花巻支部：岩手県花巻市花城町8-26　北緯39度23分21.4秒 東経141度7分3.8秒 / 北緯39.389278度 東経141.117722度
JR東北線, 釜石線花巻駅から徒歩20分
- 二戸支部：岩手県二戸市福岡字城ノ内4-2　北緯40度16分8.9秒 東経141度18分9.7秒 / 北緯40.269139度 東経141.302694度
東北新幹線, IGRいわて銀河鉄道いわて銀河鉄道線二戸駅から徒歩30分
駅からJRバスの二戸病院方面行きまたは岩手県北バスの伊保内営業所方面行き乗車5分，呑香稲荷停留所下車徒歩15分
- 遠野支部：岩手県遠野市東舘町2-3　北緯39度19分41.7秒 東経141度31分45.1秒 / 北緯39.328250度 東経141.529194度
JR釜石線遠野駅から徒歩6分
- 宮古支部：岩手県宮古市宮町1-3-30　北緯39度38分20.9秒 東経141度56分36.4秒 / 北緯39.639139度 東経141.943444度
JR山田線, 三陸鉄道リアス線宮古駅から徒歩15分
- 一関支部：岩手県一関市城内3-6　北緯38度55分38.3秒 東経141度7分49.6秒 / 北緯38.927306度 東経141.130444度
東北新幹線, JR東北線, 大船渡線一ノ関駅から徒歩15分
- 水沢支部：岩手県奥州市水沢大手町4-19　北緯39度8分40.7秒 東経141度8分28.9秒 / 北緯39.144639度 東経141.141361度
JR東北線水沢駅から徒歩15分

## 管轄
本庁
- 盛岡市、八幡平市、滝沢市、岩手郡雫石町、葛巻町、岩手町、紫波郡紫波町、矢巾町

花巻支部
- 花巻市、北上市、和賀郡西和賀町

二戸支部
- 二戸市、二戸郡一戸町、九戸郡軽米町、九戸村、野田村、洋野町、久慈市、下閉伊郡普代村

遠野支部
- 遠野市、釜石市、上閉伊郡大槌町

宮古支部
- 宮古市、下閉伊郡山田町、岩泉町、田野畑村

一関支部
- 一関市、西磐井郡平泉町、大船渡市、陸前高田市、気仙郡住田町

水沢支部
- 奥州市、胆沢郡金ケ崎町

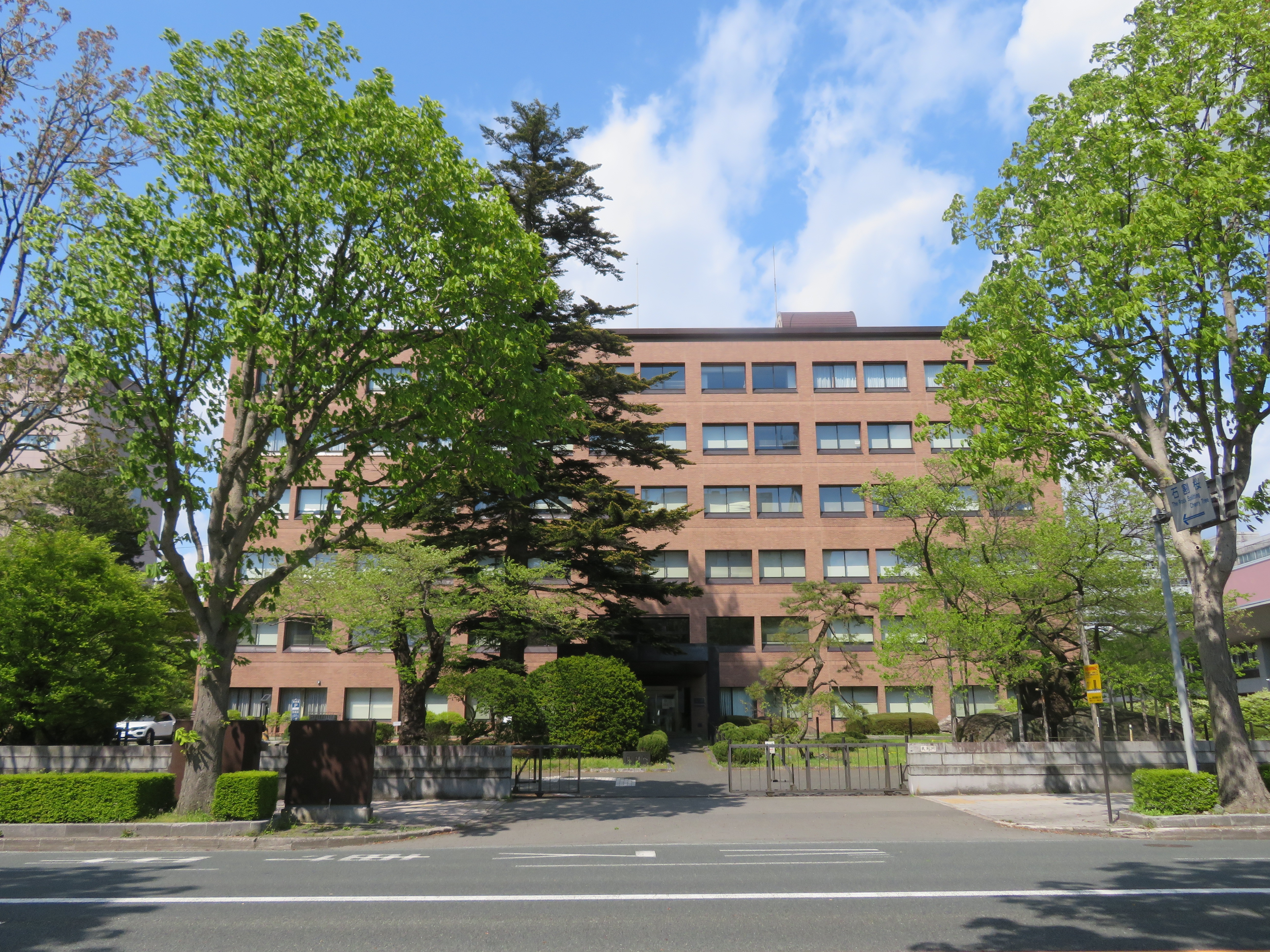
本庁
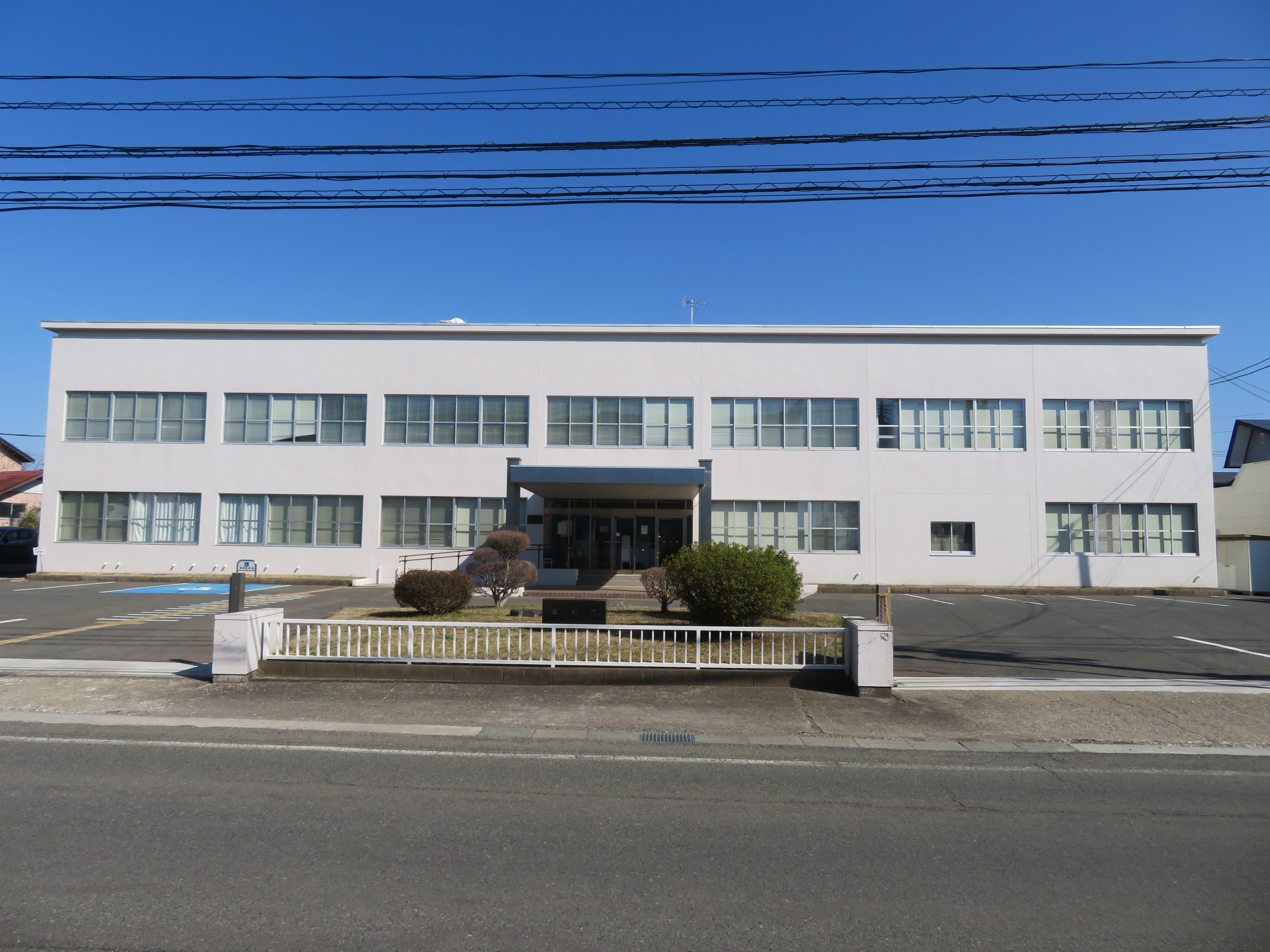
花巻支部
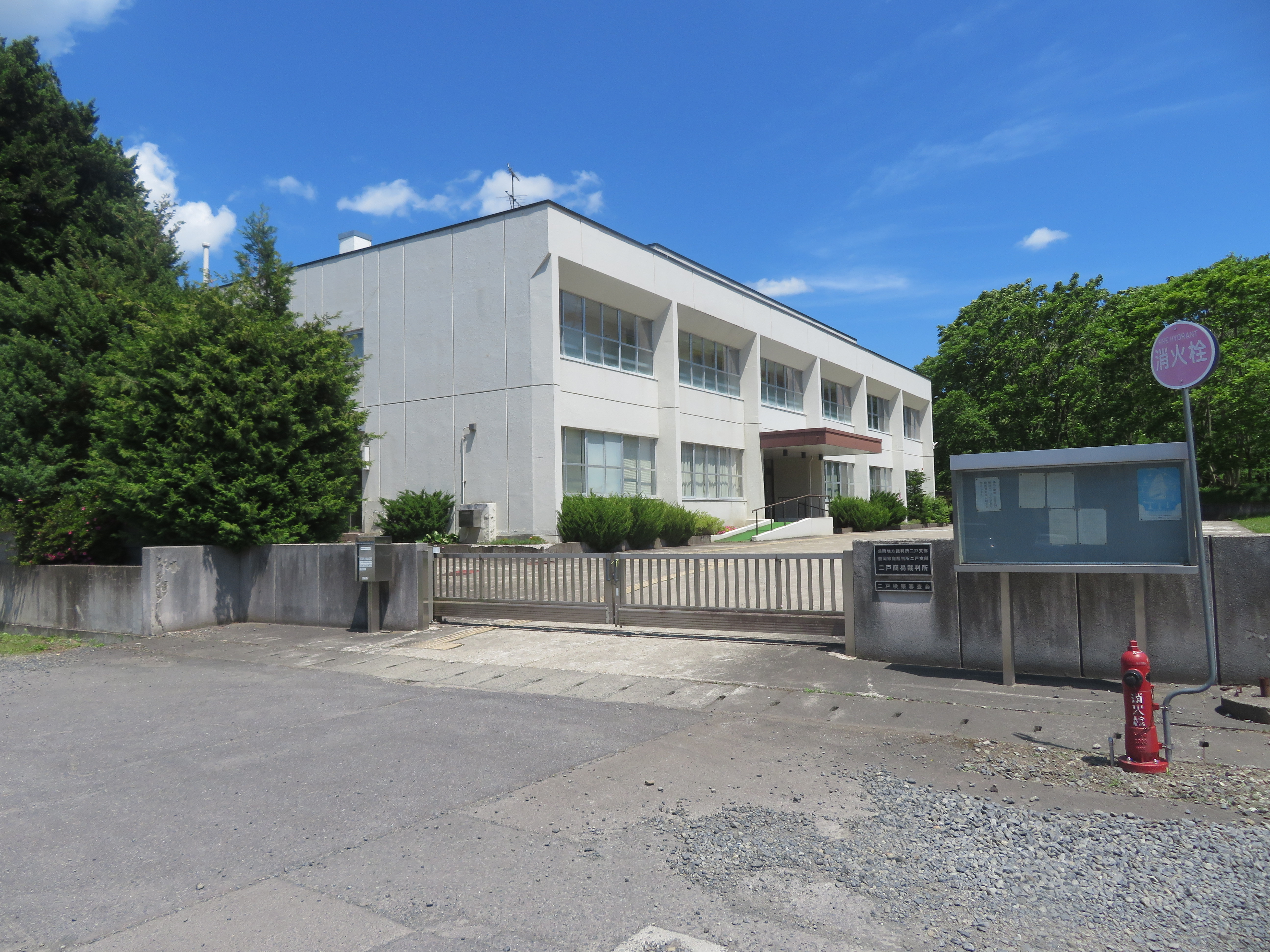
二戸支部
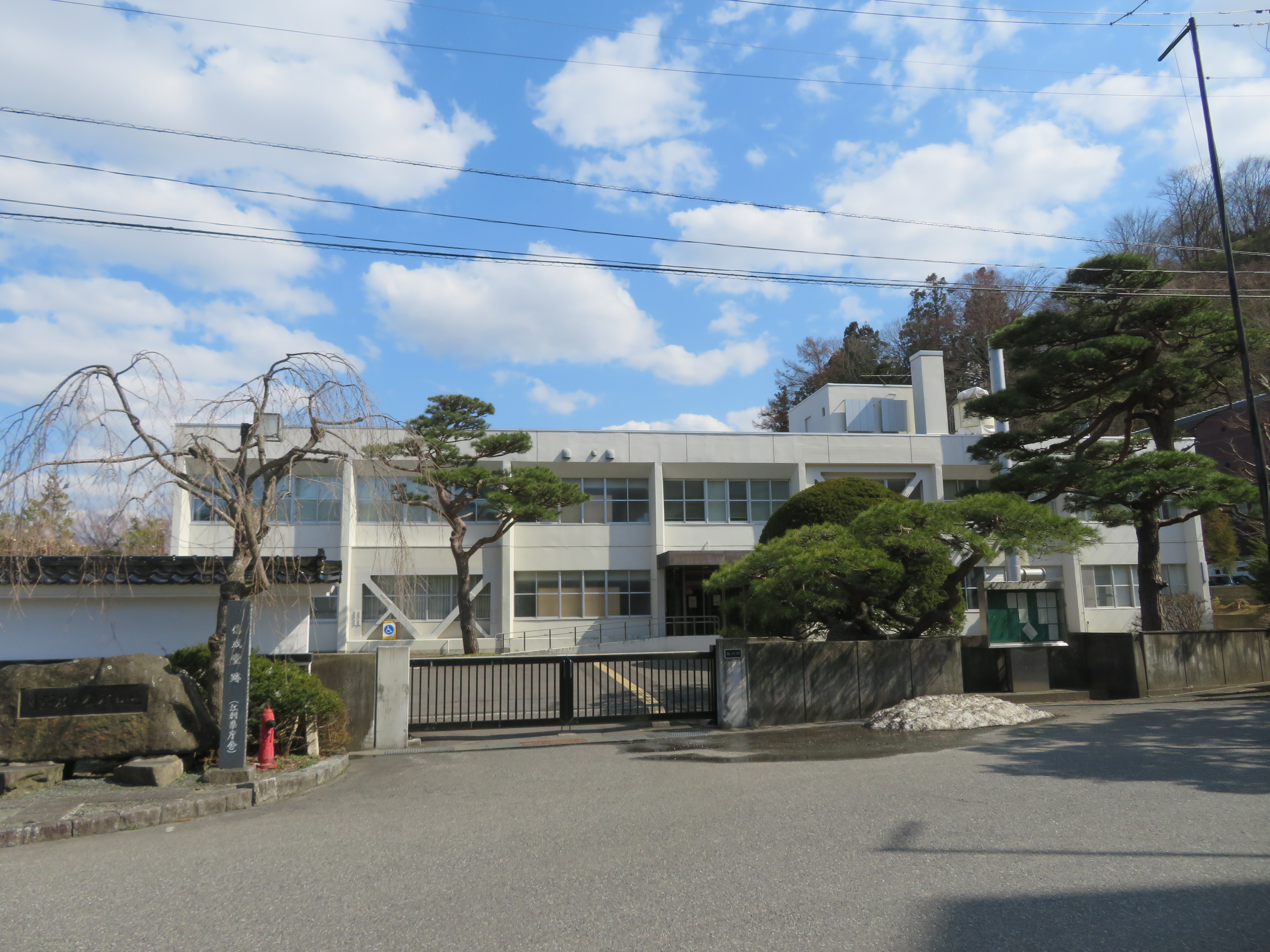
遠野支部
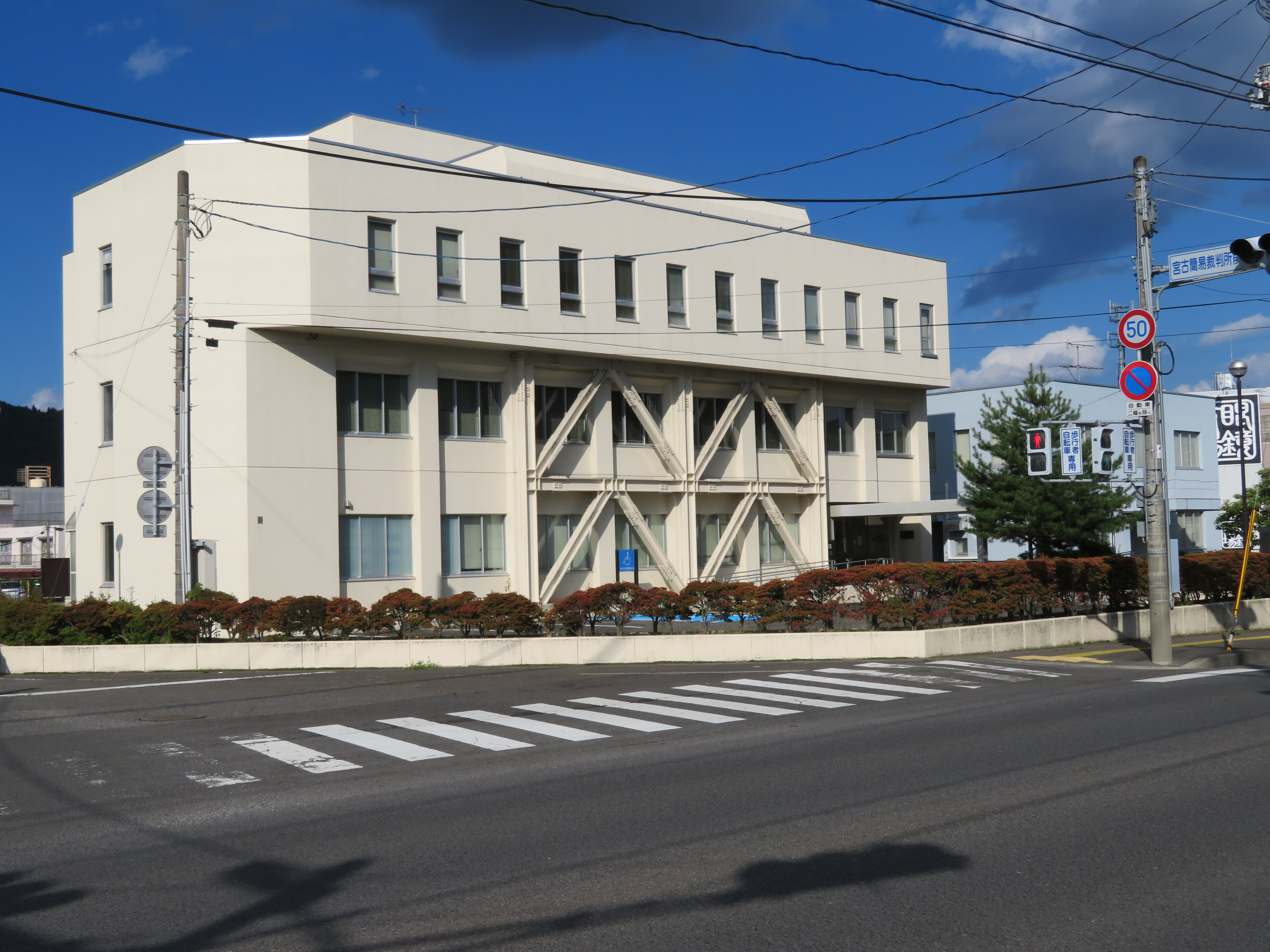
宮古支部
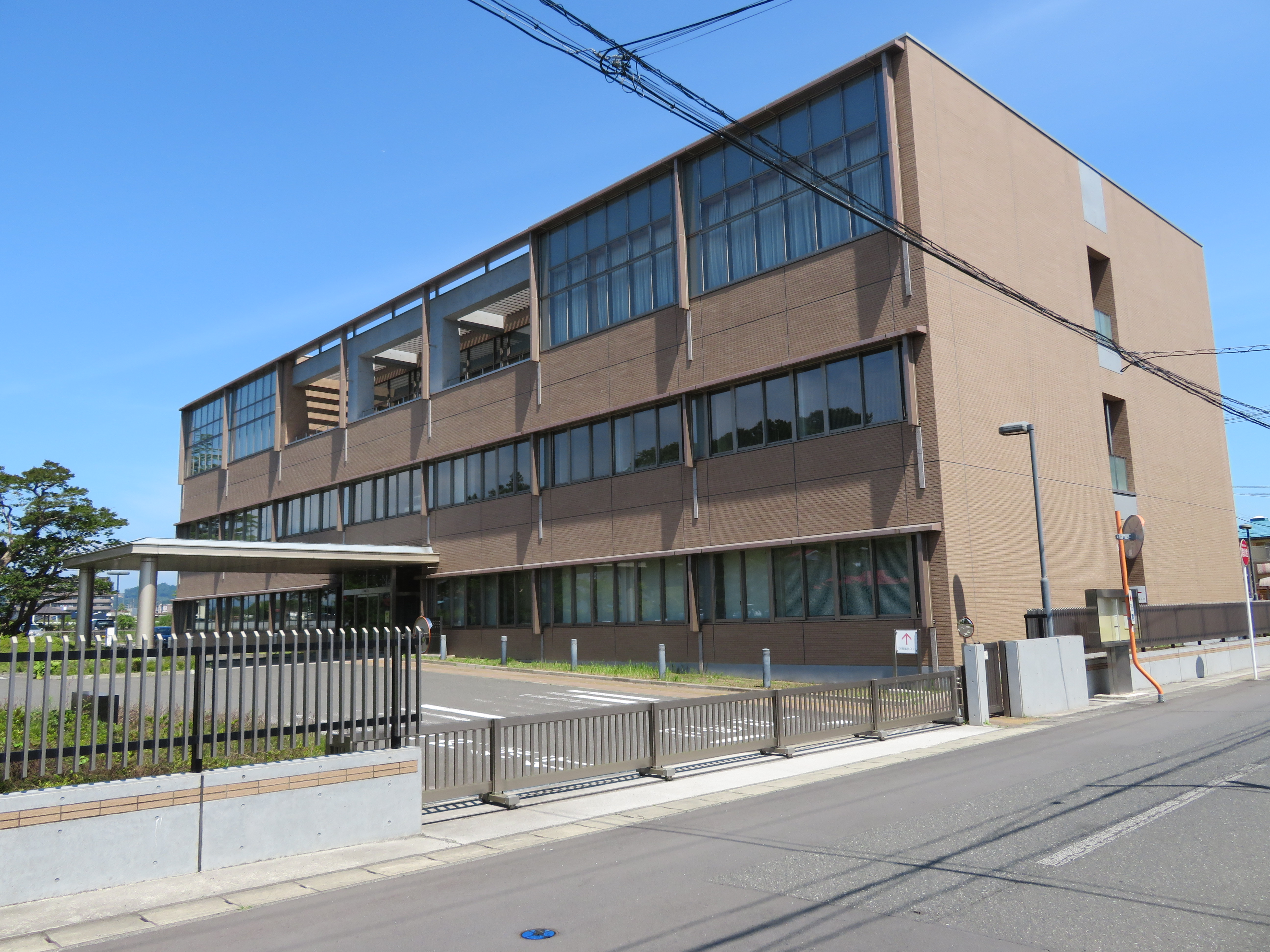
一関支部
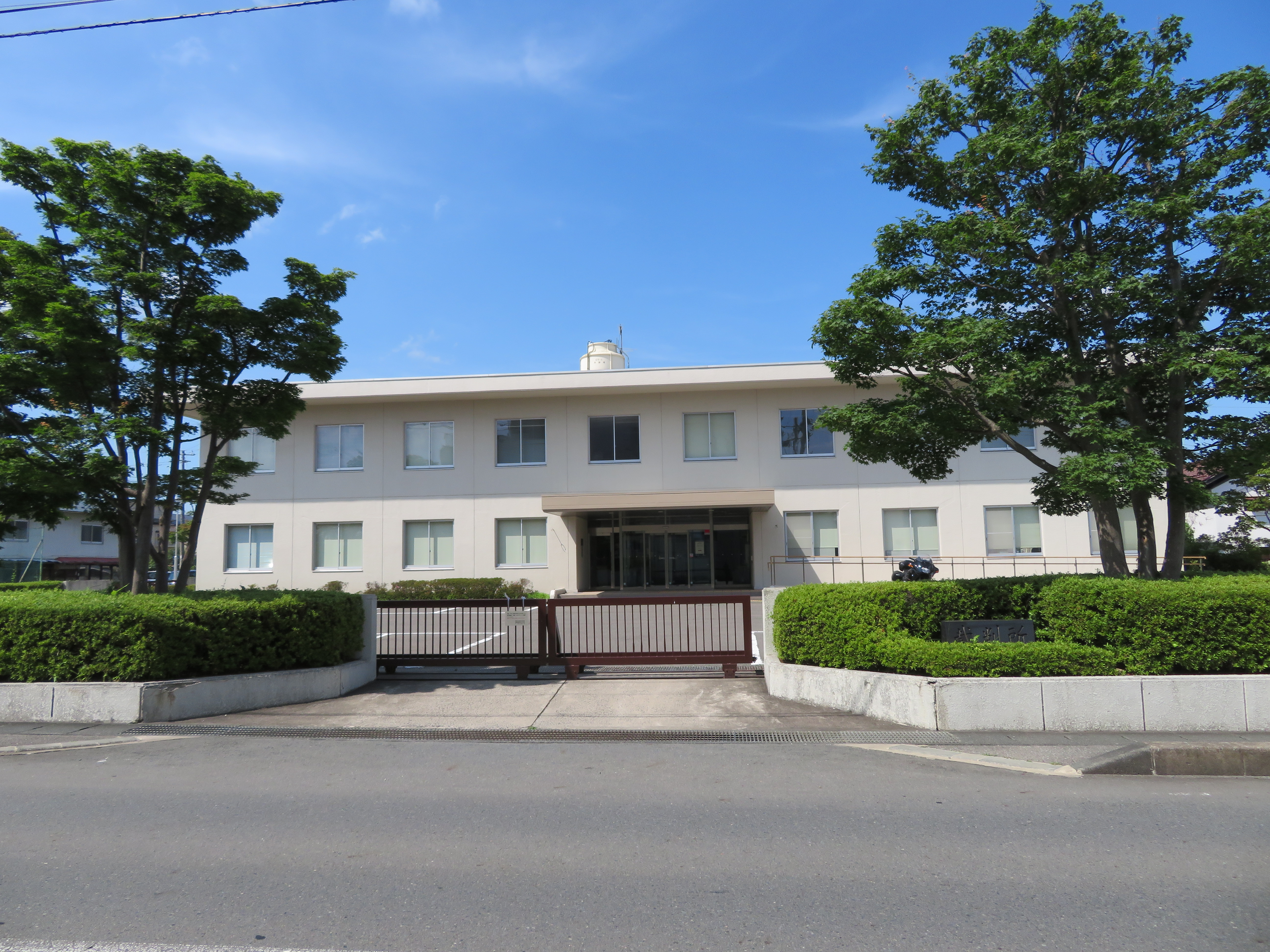
水沢支部

※ただし、行政事件、各支部の合議事件、花巻・二戸・遠野の各支部の少年事件、二戸・水沢の各支部の執行事件（不動産競売、債権、財産開示）は本庁で、水沢支部管内の少年事件は一関支部でそれぞれ取り扱う。

## 歴代所長
（任期の後ろは後職）
- 石井彦壽（1999年 - 2001年 仙台地方裁判所長）
- 田中康郎（2003年2月 - 2005年2月 東京高等裁判所部総括判事）
- 若原正樹（2005年2月 - 2006年2月 大阪高等裁判所部総括判事）
- 金谷暁（2006年2月 - 2008年2月 福島地方裁判所長）
- 伊藤紘基（2008年2月 - 2010年5月 依願退官）
- 宮岡章（2010年5月 - 2011年12月 仙台高等裁判所判事）
- 長谷川誠（2011年12月 - 2013年8月 依頼退官）
- 中西茂（2013年8月 - 2014年7月 仙台高等裁判所部総括判事）
- 村山浩昭（2014年7月 - 2015年10月 名古屋高等裁判所部総括判事[1]）
- 山田敏彦（2015年10月 - 2017年6月 定年退官[2]）
- 堀内満（2017年6月 - 2019年3月 名古屋高等裁判所部総括判事[3]）
- 本間健裕（2019年4月 - 2021年2月 仙台高等裁判所部総括判事[4]）
- 佐々木宗啓（2021年2月 - 2022年7月 仙台地方裁判所所長[5]）
- 山田真紀（2022年7月 - 2023年6月 宇都宮地方裁判所・宇都宮家庭裁判所所長[6]）
- 浦野真美子（2023年6月 - [7]）